# Fifth Third Bank Tennis Championships 2010
Il Fifth Third Bank Tennis Championships 2010 è un torneo professionistico di tennis maschile giocato sul cemento, che faceva parte dell'ATP Challenger Tour 2010. Si è giocato a Lexington negli USA dal 19 al 25 luglio 2010.

## Partecipanti

### Teste di serie
| Nazionalità | Giocatore         | Ranking* | Testa di serie |
| ----------- | ----------------- | -------- | -------------- |
| Australia   | Carsten Ball      | 129      | 1              |
| Lituania    | Ričardas Berankis | 132      | 2              |
| Brasile     | João Souza        | 139      | 3              |
| Stati Uniti | Kevin Kim         | 152      | 4              |
| Stati Uniti | Jesse Levine      | 158      | 5              |
| Cile        | Paul Capdeville   | 191      | 6              |
| Canada      | Peter Polansky    | 195      | 7              |
| Australia   | Greg Jones        | 198      | 8              |

- Ranking al 12 luglio 2010.

### Altri partecipanti
Giocatori che hanno ricevuto una wild card:
- Sekou Bangoura
- Jarmere Jenkins
- Denis Kudla
- Eric Quigley

Giocatori passati dalle qualificazioni:
- Pierre-Ludovic Duclos
- Gong Maoxin
- Brydan Klein
- Fritz Wolmarans

## Campioni

### Singolare
Carsten Ball ha battuto in finale  Jesse Levine con il punteggio di 6–4, 7–6(1)

### Doppio
Raven Klaasen /  Izak van der Merwe hanno battuto in finale  Kaden Hensel /  Adam Hubble con il punteggio di 5–7, 6–4, [10–7]